# 이타카 (영화)
이타카(Ithaca)는 미국에서 제작된 멕 라이언 감독의 2015년 드라마 영화이다. 톰 행크스 등이 주연으로 출연하였고 로라 아이비 등이 제작에 참여하였다.

## 출연

### 주연
- 톰 행크스
- 멕 라이언

### 조연
- 샘 쉐퍼드
- 몰리 고든
- 해미쉬 링클레이터
- 잭 퀘이드
- 가브리엘 바쏘
- 스콧 쉐퍼드
- 알렉스 뉴이스테터
- 에밀리 마리 팔머
- 유지니아 곤잘레스
- 재커리 웨버
- 크리스틴 넬슨
- 로이스 로빈스
- 트레이 하인즈

## 제작진
- 원작자: 윌리엄 사로얀
- 총괄프로듀서: 아론 L. 길버트
- 총괄프로듀서: 게리 고츠먼
- 총괄프로듀서: 톰 행크스
- 미술: 스테파니 캐롤